# Gatling Gears
Gatling Gears là một game bắn súng được hãng Vanguard Games phát triển và Electronic Arts phát hành. Trong trò chơi này, người chơi điều khiển những cỗ máy dieselpunk qua góc nhìn từ trên xuống nhằm tiêu diệt làn sóng quân thù tràn ngập khắp nơi. Gatling Gears đã được phát hành trên Xbox Live Arcade vào ngày 11 tháng 5 năm 2011, PlayStation Network vào ngày 28 tháng 6 năm 2011 và Windows vào ngày 30 tháng 8 năm 2011.
Gatling Gears được làm ra bởi cùng một nhóm phát triển đã tạo ra tựa game chiến lược theo lượt Greed Corp và lấy bối cảnh trong cùng một thế giới. Một số yếu tố mang tính biểu tượng từ Greed Corp có mặt trong Gatling Gears, chẳng hạn như vùng đất đang sụp đổ và những cỗ máy di chuyển.

## Đón nhận
GameZone đã chấm cho game số điểm 8/10, nói rằng "nó có thể là một quá trình lặp đi lặp lại bởi vì mỗi màn đều yêu cầu bạn phải thổi tung tất cả mọi thứ trong tầm mắt, nhưng sự kết hợp giữa thách thức và phần thưởng khiến cho vấn đề bị lặp lại từng phút một. Nếu bạn đang thực sự cần một trò bắn súng với hai người chơi cố định, hãy để Gatling Gears ra đi."